# Julius Stockhausen

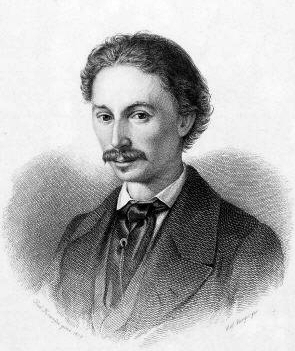
Julius Stockhausen

Julius Christian Stockhausen (Parigi, 22 luglio 1826 – Francoforte sul Meno, 22 settembre 1906) è stato un baritono e insegnante tedesco.

## Biografia
I genitori di Stockhausen, Franz Stockhausen Sr. (1792-1868), arpista e compositore e Margarethe Stockhausen, nata Schmuck, soprano, erano musicisti di una certa abilità che riconobbero il suo talento e incoraggiarono il suo sviluppo.
Prima di raggiungere i vent'anni era già un eccellente interprete al pianoforte, organo, violino e violoncello. Nel 1845 entrò al Conservatorio di Parigi, dove studiò pianoforte con Charles Hallé e Camille-Marie Stamaty e canto con Manuel García. Nel 1849 continuò i suoi studi con Garcia a Londra. Conquistò rapidamente fama come cantante in un eccezionale concerto (baritono). Dal 1862 al 1869 risiedette ad Amburgo come direttore della Philharmonic Society e Singakademie.
Trascorse i cinque anni successivi a Stoccarda come cantante da camera del Re di Württemberg, poi divenne direttore della Corale di Stern a Berlino, dove rimase fino al 1878, venendo poi chiamato all'Hoch Conservatory di Francoforte come professore di canto. Le differenze di vedute con Joachim Raff, il direttore, portarono alle sue dimissioni l'anno seguente ed all'istituzione della sua scuola, che divenne immediatamente famosa nel mondo.
Dopo la morte di Raff, nel 1882, Stockhausen tornò al conservatorio, ma continuò la sua scuola. Tra gli studenti di Stockhausen figuravano Clarence Whitehill, Karl Perron, Anton Sistermans, Max Friedlaender, Jenny Hahn, Johan Messchaert (detto anche: Johannes Martinus Messchaert), Hermine Spies, Horatio Connell e Hugo Goldschmidt. Scrisse un eccellente Gesangsmethode ("Metodo di canto") nel 1884, poi tradotto in inglese dalla sua allieva Sophie Löwe. Suo fratello Franz Stockhausen Jr. era un eminente direttore di coro che aveva studiato con Ignaz Moscheles. Sua figlia, Julia Wirth, nata Stockhausen (1886-1964), sposò Joseph, figlio del famoso violinista tedesco Emanuel Wirth. È stata l'autrice della biografia di Stockhausen.

## Libri
- Julius Stockhausen, Julius Stockhausens Gesangsmethode, Lipsia, C.F. Peters, 1884.
- Julius Stockhausen, A Method of Singing, traduzione di Sophie Löwe, Londra, Novello, Ewer and Co., 1884.
- Julius Stockhausen, Julius Stockhausens Gesangstechnik und Stimmbildung, Frankfurt am Main, C.F. Peters, 1886/87.